# Liste des monuments historiques de Bourges
Ce tableau présente la liste de tous les monuments historiques classés ou inscrits dans la ville de Bourges, Cher, en France.

## Liste
| Monument | Adresse                                                                                       | Coordonnées                       | Notice                           | Protection     | Date                     | Illustration                                                  |                            |
| --- | --------------------------------------------------------------------------------------------- | --------------------------------- | -------------------------------- | -------------- | ------------------------ | ------------------------------------------------------------- | -------------------------- |
| Abbaye Saint-Ambroix | 60, 62, 64 avenue Jean-Jaurès                                                                 | 47° 05′ 24″ nord, 2° 23′ 36″ est  | « PA00096654 »                   | Inscrit        | 1964                     | Abbaye Saint-Ambroix                                          |                            |
| Abbaye Saint-Sulpice | Avenue d'Orléans Enclos des Bénédictins                                                       | 47° 05′ 10″ nord, 2° 23′ 07″ est  | « PA00096672 »                   | Inscrit        | 1933 2006                | Image manquante Téléverser                                    |                            |
| Aux Dames de France | 2 place Planchat Rue Pellevoysin                                                              | 47° 05′ 09″ nord, 2° 23′ 36″ est  | « PA18000033 »                   | Inscrit        | 2005                     | Aux Dames de France                                           |                            |
| Aux Nouvelles Galeries | 8 rue Moyenne 2 rue du Docteur-Témoin                                                         | 47° 05′ 04″ nord, 2° 23′ 42″ est  | « PA18000032 »                   | Inscrit        | 2005                     | Aux Nouvelles Galeries                                        |                            |
| Cathédrale Saint-Étienne | Place Étienne-Dolet                                                                           | 47° 04′ 56″ nord, 2° 23′ 57″ est  | « PA00096656 »                   | Classé         | 1862                     | Cathédrale Saint-Étienne                                      |                            |
| Château de Chappe | Château de Chappe Chemin des Vignes-de-Chappe                                                 | 47° 05′ 22″ nord, 2° 25′ 27″ est  | « PA18000042 »                   | Inscrit        | 2008                     | Château de Chappe                                             |                            |
| Château d'eau | Place Séraucourt                                                                              | 47° 04′ 34″ nord, 2° 24′ 02″ est  | « PA00096658 »                   | Inscrit        | 1975                     | Château d'eau                                                 |                            |
| Château de Lazenay | Rue de Lazenay                                                                                | 47° 03′ 11″ nord, 2° 24′ 17″ est  | « PA00096946 »                   | Classé         | 1994                     | Château de Lazenay                                            |                            |
| Château des Quatre-Vents | Les Quatre-Vents                                                                              | 47° 07′ 15″ nord, 2° 26′ 53″ est  | « PA00096662 »                   | Inscrit        | 1987                     | Image manquante Téléverser                                    |                            |
| Cité administrative Condé | 52 rue Moyenne 2 rue Victor-Hugo                                                              | 47° 04′ 52″ nord, 2° 23′ 52″ est  | « PA00096947 »                   | Inscrit        | 1992                     | Cité administrative Condé                                     |                            |
| Cloître de la cathédrale | 114 rue Bourbonnaux                                                                           | 47° 04′ 56″ nord, 2° 24′ 01″ est  | « PA00096659 »                   | Classé         | 1921                     | Cloître de la cathédrale                                      |                            |
| Collège des Jésuites actuelle école nationale supérieure d'art | 7 rue Édouard-Branly                                                                          | 47° 05′ 09″ nord, 2° 23′ 42″ est  | « PA18000025 »                   | Inscrit        | 2004                     | Collège des Jésuitesactuelle école nationale supérieure d'art |                            |
| Couvent des Augustins et vestiges de l'église conventuelle | 73, 75 rue Mirebeau Rue Calvin                                                                | 47° 05′ 11″ nord, 2° 23′ 50″ est  | « PA00096660 »                   | Classé Inscrit | 1992                     | Couvent des Augustinset vestiges de l'église conventuelle     |                            |
| Couvent des Annonciades | 6, avenue du 95e-de-Ligne                                                                     | 47° 04′ 47″ nord, 2° 23′ 50″ est  |                                  | Inscrit        | 2015                     | Image manquante Téléverser                                    |                            |
| Couvent des sœurs de La Charité de Bourges | Bourges                                                                                       | 27, 28, 54 avenue Arnaud-de-Vogüé | 47° 05′ 42″ nord, 2° 24′ 26″ est | « PA18000065 » | Inscrit                  | 2020                                                          | Image manquante Téléverser |
| Crypte de Sainte-Blandine | 7 rue Bourdaloue                                                                              | 47° 04′ 41″ nord, 2° 24′ 10″ est  | « PA00096661 »                   | Classé         | 1956                     | Image manquante Téléverser                                    |                            |
| École d'artillerie et fonderie de canons | 1, 3 boulevard Lahitolle                                                                      | 47° 04′ 48″ nord, 2° 24′ 37″ est  | « PA00135281 »                   | Inscrit        | 1995                     | Image manquante Téléverser                                    |                            |
| Église des Carmes | 9 rue Émile-Deschamps                                                                         | 47° 05′ 02″ nord, 2° 23′ 30″ est  | « PA00096663 »                   | Inscrit        | 1926                     | Image manquante Téléverser                                    |                            |
| Église des Clarisses | Rue Émile-Deschamps                                                                           | 47° 05′ 02″ nord, 2° 23′ 32″ est  | « PA00096664 »                   | Inscrit        | 1933                     | Image manquante Téléverser                                    |                            |
| Église Notre-Dame | Rue Notre-Dame                                                                                | 47° 05′ 13″ nord, 2° 23′ 37″ est  | « PA00096665 »                   | Classé         | 1931                     | Église Notre-Dame                                             |                            |
| Église Saint-Pierre-le-Marché ancien décor de marbre du chœur de l'église Notre-Dame, remonté dans le jardin de la maison située 14-16 rue Voltaire (voir notice PA18000040) | 14-16 rue Voltaire                                                                            | 47° 05′ 10″ nord, 2° 24′ 06″ est  | « PA18000041 »                   | Inscrit        | 2007                     | Image manquante Téléverser                                    |                            |
| Église Saint-Aoustrille-du-Château | 7 rue Bourdaloue                                                                              | 47° 04′ 41″ nord, 2° 24′ 10″ est  | « PA00096666 »                   | Inscrit        | 1926                     | Image manquante Téléverser                                    |                            |
| Église Saint-Aoustrillet | Impasse Jacques-Cœur                                                                          | 47° 05′ 04″ nord, 2° 23′ 40″ est  | « PA00096667 »                   | Inscrit        | 1929                     | Église Saint-Aoustrillet                                      |                            |
| Église Saint-Bonnet | Place Saint-Bonnet                                                                            | 47° 05′ 10″ nord, 2° 23′ 59″ est  | « PA00096668 »                   | Classé         | 1910                     | Église Saint-Bonnet                                           |                            |
| Église Saint-Jean-le-Vieil | 2 rue Mayet-Génetry 5 place de la Préfecture Impasse Jeanne-d'Arc                             | 47° 04′ 55″ nord, 2° 23′ 45″ est  | « PA00096669 »                   | Inscrit        | 1926                     | Image manquante Téléverser                                    |                            |
| Église Saint-Pierre-le-Guillard | Place Saint-Pierre                                                                            | 47° 04′ 56″ nord, 2° 23′ 34″ est  | « PA00096670 »                   | Classé         | 1929                     | Église Saint-Pierre-le-Guillard                               |                            |
| Enclos Sainte-Jeanne | 6 avenue du 95e-de-Ligne                                                                      | 47° 04′ 47″ nord, 2° 23′ 52″ est  | « PA00096673 »                   | Inscrit        | 1927 1929 2015           | Enclos Sainte-Jeanne                                          |                            |
| Enclos Tivoli |                                                                                               | à géolocaliser                    | « PA00096674 »                   | Inscrit        | 1930                     | Enclos Tivoli                                                 |                            |
| Établissements Aubrun | 10, 12 rue Moyenne Rue du Docteur-Témoin                                                      | 47° 05′ 03″ nord, 2° 23′ 43″ est  | « PA18000031 »                   | Inscrit        | 2005                     | Établissements Aubrun                                         |                            |
| Fontaine Bourdaloue | Place de la Préfecture                                                                        | 47° 04′ 54″ nord, 2° 23′ 44″ est  | « PA00096675 »                   | Inscrit        | 1975                     | Fontaine Bourdaloue                                           |                            |
| Fontaine de Fer | Rue de la Fontaine-de-Fer                                                                     | 47° 05′ 31″ nord, 2° 24′ 05″ est  | « PA00096676 »                   | Inscrit        | 1971                     | Image manquante Téléverser                                    |                            |
| Fontaine gallo-romaine | 2, 2 bis, 4, 6 place Marcel-Plaisant 3 rue Fernault 17, 19, 21 rue Auron 16 rue des Armuriers | 47° 04′ 53″ nord, 2° 23′ 42″ est  | « PA00096677 »                   | Classé         | 1989                     | Image manquante Téléverser                                    |                            |
| Grange aux dîmes | 9 rue Molière Rue des Trois-Maillets                                                          | 47° 04′ 58″ nord, 2° 23′ 57″ est  | « PA00096678 »                   | Classé         | 1886                     | Grange aux dîmes                                              |                            |
| Halle au blé | Rue de la Halle Rue des Cordeliers Rue Paul-Commenge Boulevard Juranville                     | 47° 05′ 00″ nord, 2° 23′ 23″ est  | « PA00096679 »                   | Inscrit        | 1984                     | Halle au blé                                                  |                            |
| Halles Saint-Bonnet | Boulevard de la République Rue Parmentier                                                     | 47° 05′ 14″ nord, 2° 23′ 53″ est  | « PA00096680 »                   | Inscrit        | 1987                     | Halles Saint-Bonnet                                           |                            |
| Hôpital général | Rue Taillegrain Avenue Paul-Sémard                                                            | 47° 05′ 36″ nord, 2° 23′ 45″ est  | « PA18000027 »                   | Inscrit        | 2004                     | Hôpital général                                               |                            |
| Hôtel | 22 rue Joyeuse                                                                                | 47° 05′ 05″ nord, 2° 24′ 01″ est  | « PA00096690 »                   | Classé         | 1961                     | Hôtel                                                         |                            |
| Hôtel Bastard | 6 rue Porte-Jaune 9 rue de la Monnaie                                                         | 47° 05′ 03″ nord, 2° 23′ 50″ est  | « PA00096681 »                   | Classé         | 1959                     | Hôtel Bastard                                                 |                            |
| Hôtel de Bengy | 7, 9 rue du Docteur-Témoin                                                                    | 47° 05′ 02″ nord, 2° 23′ 41″ est  | « PA18000028 »                   | Inscrit        | 2004                     | Hôtel de Bengy                                                |                            |
| Hôtel du Bureau des Finances | 18 rue Jacques-Cœur                                                                           | 47° 05′ 01″ nord, 2° 23′ 40″ est  | « PA00096688 »                   | Classé Inscrit | 1944                     | Hôtel du Bureau des Finances                                  |                            |
| Hôtel Chambetin | 7 rue Louis-Pauliat                                                                           | 47° 04′ 58″ nord, 2° 23′ 50″ est  | « PA00096712 »                   | Inscrit        | 1928                     | Image manquante Téléverser                                    |                            |
| Hôtel de Chouys actuel archevêché | 4 avenue du 95e-de-Ligne                                                                      | 47° 04′ 49″ nord, 2° 23′ 50″ est  | « PA00096682 »                   | Inscrit        | 1933                     | Hôtel de Chouysactuel archevêché                              |                            |
| Hôtel Cujas | 5 rue des Arènes                                                                              | 47° 05′ 08″ nord, 2° 23′ 36″ est  | « PA00096683 »                   | Classé         | 1862                     | Hôtel Cujas                                                   |                            |
| Hôtel des Échevins | 13 rue Édouard-Branly                                                                         | 47° 05′ 10″ nord, 2° 23′ 47″ est  | « PA00096685 »                   | Classé         | 1886                     | Hôtel des Échevins                                            |                            |
| Hôtel de François Minard | 20 rue Joyeuse                                                                                | 47° 05′ 05″ nord, 2° 23′ 59″ est  | « PA18000035 »                   | Inscrit        | 2006                     | Hôtel de François Minard                                      |                            |
| Hôtel Lallemant musée des arts décoratifs | 6 rue Bourbonnoux 5 rue de l'Hôtel-Lallemant                                                  | 47° 05′ 06″ nord, 2° 23′ 54″ est  | « PA00096687 »                   | Classé         | 1840                     | Hôtel Lallemantmusée des arts décoratifs                      |                            |
| Hôtel des Postes | 29 rue Moyenne 1 rue Michel-de-Bourges                                                        | 47° 05′ 00″ nord, 2° 23′ 47″ est  | « PA18000029 »                   | Inscrit        | 2004                     | Hôtel des Postes                                              |                            |
| Hôtel de préfecture du Cher | Place Marcel-Plaisant                                                                         | 47° 04′ 52″ nord, 2° 23′ 43″ est  | « PA00096735 »                   | Classé         | 1895                     | Hôtel de préfecture du Cher                                   |                            |
| Hôtel des Trésoriers de la Sainte-Chapelle | 1 avenue Henri-Ducrot                                                                         | 47° 04′ 53″ nord, 2° 23′ 46″ est  | « PA00096689 »                   | Inscrit        | 1928                     | Hôtel des Trésoriers de la Sainte-Chapelle                    |                            |
| Palais archiépiscopal de Bourges Hôtel de ville | Place Étienne-Dolet                                                                           | 47° 04′ 53″ nord, 2° 23′ 57″ est  | « PA18000026 »                   | Inscrit        | 2004                     | Palais archiépiscopal de BourgesHôtel de ville                |                            |
| Hôtel-Dieu | Rue Gambon                                                                                    | 47° 05′ 12″ nord, 2° 23′ 25″ est  | « PA00096684 »                   | Classé         | 1946                     | Hôtel-Dieu                                                    |                            |
| Immeuble | 1 rue des Arènes Place Planchat 23 rue du Commerce                                            | 47° 05′ 08″ nord, 2° 23′ 37″ est  | « PA00096691 »                   | Inscrit        | 1968                     | Immeuble                                                      |                            |
| Immeuble | 17 rue Pelvoysin                                                                              | 47° 05′ 11″ nord, 2° 23′ 38″ est  | « PA00096732 »                   | Classé         | 1932                     | Immeuble                                                      |                            |
| Immeuble de l'entreprise Leiseing | 10-12 rue Michel-de-Bourges                                                                   | 47° 04′ 59″ nord, 2° 23′ 50″ est  | « PA18000017 »                   | Inscrit        | 2001                     | Immeuble de l'entreprise Leiseing                             |                            |
| Jardin des Prés Fichaux | Boulevard de la République Carrefour de Verdun                                                | 47° 05′ 20″ nord, 2° 23′ 48″ est  | « PA00096939 »                   | Inscrit        | 1990                     | Jardin des Prés Fichaux                                       |                            |
| Lycée Marguerite-de-Navarre | 57 à 61 rue de Vauvert                                                                        | 47° 04′ 58″ nord, 2° 22′ 24″ est  | « PA18000018 »                   | Inscrit        | 2001                     | Lycée Marguerite-de-Navarre                                   |                            |
| Maison | 1 rue Bourbonnoux 2 place Gordaine                                                            | 47° 05′ 08″ nord, 2° 23′ 54″ est  | « PA00096696 »                   | Classé         | 1928                     | Maison                                                        |                            |
| Maison | 3 rue Bourbonnoux                                                                             | 47° 05′ 07″ nord, 2° 23′ 55″ est  | « PA00096697 »                   | Inscrit        | 1928                     | Maison                                                        |                            |
| Maison | 5 rue Bourbonnoux                                                                             | 47° 05′ 07″ nord, 2° 23′ 55″ est  | « PA00096698 »                   | Inscrit        | 1928                     | Maison                                                        |                            |
| Maison | 17 rue Bourbonnoux                                                                            | 47° 05′ 06″ nord, 2° 23′ 56″ est  | « PA00096700 »                   | Inscrit        | 1950                     | Maison                                                        |                            |
| Maison | 24 rue Bourbonnoux                                                                            | 47° 05′ 05″ nord, 2° 23′ 56″ est  | « PA00096701 »                   | Inscrit        | 1950                     | Maison                                                        |                            |
| Maison | 52 rue Bourbonnoux                                                                            | 47° 05′ 02″ nord, 2° 23′ 58″ est  | « PA00096703 »                   | Inscrit        | 1931                     | Maison                                                        |                            |
| Maison | 77 rue Bourbonnoux Rue des Juifs                                                              | 47° 04′ 58″ nord, 2° 24′ 01″ est  | « PA00096704 »                   | Inscrit        | 1950                     | Maison                                                        |                            |
| Maisons | 3 rue Cambournac                                                                              | 47° 05′ 11″ nord, 2° 23′ 37″ est  | « PA00096705 »                   | Inscrit        | 1931                     | Maisons                                                       |                            |
| Maison | 12 place Étienne-Dolet 2 rue du Doyen                                                         | 47° 04′ 55″ nord, 2° 23′ 53″ est  | « PA00096710 »                   | Inscrit        | 1937                     | Maison                                                        |                            |
| Maison office de tourisme | 14 place Étienne-Dolet                                                                        | 47° 04′ 54″ nord, 2° 23′ 54″ est  | « PA00096711 »                   | Inscrit        | 1937                     | Maisonoffice de tourisme                                      |                            |
| Maison | 33 rue Gambon                                                                                 | 47° 05′ 12″ nord, 2° 23′ 30″ est  | « PA00096714 »                   | Inscrit        | 1933                     | Maison                                                        |                            |
| Maison | 35 rue Gambon Rue des Trois-Pommes                                                            | 47° 05′ 12″ nord, 2° 23′ 30″ est  | « PA00096715 »                   | Inscrit        | 1933                     | Maison                                                        |                            |
| Maison | 2, 4 avenue Henri-Ducrot                                                                      | 47° 04′ 53″ nord, 2° 23′ 45″ est  | « PA00096717 »                   | Inscrit        | 1958                     | Maison                                                        |                            |
| Maison | 3 rue Jean-Girard                                                                             | 47° 05′ 09″ nord, 2° 23′ 54″ est  | « PA00096706 »                   | Inscrit        | 1928                     | Maison                                                        |                            |
| Maison | 5 rue Jean-Girard                                                                             | 47° 05′ 09″ nord, 2° 23′ 54″ est  | « PA00096707 »                   | Inscrit        | 1931                     | Image manquante Téléverser                                    |                            |
| Maison | 23 rue Mirebeau 2 rue Poëlerie                                                                | 47° 05′ 12″ nord, 2° 23′ 44″ est  | « PA00096719 »                   | Inscrit        | 1931                     | Maison                                                        |                            |
| Maison | 25 rue Mirebeau                                                                               | 47° 05′ 12″ nord, 2° 23′ 43″ est  | « PA00096720 »                   | Inscrit        | 1931                     | Image manquante Téléverser                                    |                            |
| Maison | 85 rue Mirebeau                                                                               | 47° 05′ 10″ nord, 2° 23′ 52″ est  | « PA00096721 »                   | Inscrit        | 1928                     | Maison                                                        |                            |
| Maison | 87 rue Mirebeau                                                                               | 47° 05′ 09″ nord, 2° 23′ 52″ est  | « PA00096722 »                   | Inscrit        | 1928                     | Maison                                                        |                            |
| Maison | 89 rue Mirebeau                                                                               | 47° 05′ 09″ nord, 2° 23′ 53″ est  | « PA00096723 »                   | Inscrit        | 1931                     | Maison                                                        |                            |
| Maison | 92 rue Mirebeau                                                                               | 47° 05′ 09″ nord, 2° 23′ 53″ est  | « PA00096724 »                   | Classé         | 1914                     | Maison                                                        |                            |
| Maison | 7 rue Pelvoysin                                                                               | 47° 05′ 10″ nord, 2° 23′ 37″ est  | « PA00096727 »                   | Inscrit        | 1931                     | Maison                                                        |                            |
| Maison | 11 rue Pelvoysin                                                                              | 47° 05′ 11″ nord, 2° 23′ 37″ est  | « PA00096729 »                   | Inscrit        | 1931                     | Maison                                                        |                            |
| Maison | 13 rue Pelvoysin                                                                              | 47° 05′ 11″ nord, 2° 23′ 38″ est  | « PA00096730 »                   | Inscrit        | 1931                     | Maison                                                        |                            |
| Maison | 1 rue de la Poëlerie 17 rue Mirebeau                                                          | 47° 05′ 12″ nord, 2° 23′ 42″ est  | « PA00096733 »                   | Inscrit        | 1931                     | Maison                                                        |                            |
| Maison | 14-16 rue Voltaire 11 rue Neuve-des-Bouchers                                                  | 47° 05′ 10″ nord, 2° 24′ 06″ est  | « PA18000040 »                   | Inscrit        | 2007                     | Image manquante Téléverser                                    |                            |
| Maison de Bernard Pastoureau | 25, 25bis rue d'Auron 1 rue Fernault                                                          | 47° 04′ 55″ nord, 2° 23′ 39″ est  | « PA18000023 »                   | Inscrit        | 2004                     | Maison de Bernard Pastoureau                                  |                            |
| Maison de Bienaimé Georges | 50 rue Bourbonnoux                                                                            | 47° 05′ 02″ nord, 2° 23′ 58″ est  | « PA00096702 »                   | Classé         | 1928                     | Maison de Bienaimé Georges                                    |                            |
| Maison de la chanoinesse des Bénédictines de Saint-Laurent | Place Saint-Bonnet 2 rue Voltaire                                                             | 47° 05′ 11″ nord, 2° 23′ 59″ est  | « PA00096692 »                   | Classé         | 1913                     | Maison de la chanoinesse des Bénédictines de Saint-Laurent    |                            |
| Maison du Château et porte romane | 1 rue Carolus                                                                                 | 47° 04′ 42″ nord, 2° 24′ 11″ est  | « PA00096938 »                   | Inscrit Classé | 1989 1992                | Maison du Châteauet porte romane                              |                            |
| Maison Colladon | 10 rue des Beaux-Arts                                                                         | 47° 05′ 05″ nord, 2° 23′ 47″ est  | « PA00096693 »                   | Inscrit        | 1928                     | Maison Colladon                                               |                            |
| Maison Houet | 11 place Gordaine                                                                             | 47° 05′ 08″ nord, 2° 23′ 54″ est  | « PA00096716 »                   | Classé         | 1914                     | Maison Houet                                                  |                            |
| Maison de la Paneterie | 97 rue Mirebeau 1 rue Jean-Girard                                                             | 47° 05′ 09″ nord, 2° 23′ 54″ est  | « PA00096725 »                   | Inscrit        | 1931                     | Maison de la Paneterie                                        |                            |
| Maisons à pans de bois | 7, 9 rue Jean-Girard                                                                          | 47° 05′ 10″ nord, 2° 23′ 54″ est  | « PA00096708 »                   | Inscrit        | 1965                     | Maisons à pans de bois                                        |                            |
| Maison à pans de bois | 9 rue Pelvoysin                                                                               | 47° 05′ 10″ nord, 2° 23′ 37″ est  | « PA00096728 »                   | Inscrit        | 1964                     | Maison à pans de bois                                         |                            |
| Maison à pans de bois | 4 cour Sylvain-Pichonnat                                                                      | 47° 05′ 21″ nord, 2° 24′ 01″ est  | « PA00096709 »                   | Inscrit        | 1978                     | Image manquante Téléverser                                    |                            |
| Maison de Pelvoysin | 15 rue Pelvoysin                                                                              | 47° 05′ 11″ nord, 2° 23′ 38″ est  | « PA00096731 »                   | Classé         | 1910                     | Maison de Pelvoysin                                           |                            |
| Maison de la Reine Blanche | 17 rue Gambon                                                                                 | 47° 05′ 12″ nord, 2° 23′ 32″ est  | « PA00096713 »                   | Classé         | 1911                     | Maison de la Reine Blanche                                    |                            |
| Maison de la Tournelle | 50 rue Moyenne 13 rue Victor Hugo                                                             | 47° 04′ 53″ nord, 2° 23′ 52″ est  | « PA00096726 »                   | Inscrit        | 1963                     | Maison de la Tournelle                                        |                            |
| Maison des Trois Flûtes | 13 rue Bourbonnoux Rue Joyeuse                                                                | 47° 05′ 06″ nord, 2° 23′ 56″ est  | « PA00096694 » « PA00096699 »    | Inscrit        | 1928                     | Maison des Trois Flûtes                                       |                            |
| Maison des Trousseau | 2 place Clamecy                                                                               | 47° 04′ 55″ nord, 2° 23′ 35″ est  | « PA00096695 »                   | Inscrit        | 1975                     | Image manquante Téléverser                                    |                            |
| Maison Trousseau | 5 rue Joyeuse                                                                                 | 47° 05′ 07″ nord, 2° 23′ 58″ est  | « PA00096718 »                   | Inscrit        | 1928                     | Image manquante Téléverser                                    |                            |
| Manoir du Beugnon | Boulevard de l'Industrie 1 rue de Mazières                                                    | 47° 04′ 17″ nord, 2° 23′ 27″ est  | « PA00096734 »                   | Inscrit        | 1963                     | Image manquante Téléverser                                    |                            |
| Monument à Jacques Cœur | Place Jacques-Cœur                                                                            | 47° 05′ 03″ nord, 2° 23′ 39″ est  | « PA18000064 »                   | Inscrit        | 2017                     | Monument à Jacques Cœur                                       |                            |
| Observatoire de Louis-Théophile Moreux | 22 rue Ranchot                                                                                | 47° 04′ 20″ nord, 2° 24′ 13″ est  | « PA18000052 »                   | Inscrit        | 2010                     | Observatoire de Louis-Théophile Moreux                        |                            |
| Palais Jacques-Cœur | 10 bis, 12 rue Jacques-Cœur                                                                   | 47° 05′ 04″ nord, 2° 23′ 38″ est  | « PA00096686 »                   | Classé         | 1840                     | Palais Jacques-Cœur                                           |                            |
| Ermitage dit « de l'Incarnation » ou de « Notre-Dame de Grâce » de l'ancien monastère de Notre-Dame et Saint-Joseph du Mont-Carmel                                           | 33 avenue Jean-Jaurès                                                                         | 47° 05′ 21″ nord, 2° 23′ 30″ est  | « PA18000054 »                   | Inscrit        | 2011                     | Image manquante Téléverser                                    |                            |
| Ancien monastère de Notre-Dame et Saint-Joseph du Mont-Carmel | Bourges                                                                                       | Puits-noir rue-du) 4-6            | 47° 04′ 58″ nord, 2° 24′ 08″ est | « PA18000070 » | Inscrit                  | 2023                                                          | Image manquante Téléverser |
| Palais de justice | 8 rue des Arènes Rue Paul-Duplan Rue du Marché                                                | 47° 05′ 06″ nord, 2° 23′ 33″ est  | « PA00096742 »                   | Inscrit Classé | 1992 1995                | Palais de justice                                             |                            |
| Portail monumental de l'hôtel Gassot-de-La-Vienne | 3 place Rabelais                                                                              | à géolocaliser                    | « PA00096736 »                   | Inscrit        | 1933                     | Portail monumental de l'hôtel Gassot-de-La-Vienne             |                            |
| Porte Saint-Ours de la collégiale Saint-Ursin | 12 avenue du 95e-de-Ligne                                                                     | 47° 04′ 47″ nord, 2° 23′ 52″ est  | « PA00096737 »                   | Classé         | 1840                     | Porte Saint-Ours de la collégiale Saint-Ursin                 |                            |
| Portique gallo-romain portique dans les caves d'une maison de la rue d'Auron et dans les caves du palais du duc Jean de Berry                                                |                                                                                               | 47° 04′ 53″ nord, 2° 23′ 41″ est  | « PA00096738 »                   | Inscrit        | 1988                     | Image manquante Téléverser                                    |                            |
| Prieuré Saint-Martin-des-Champs | 2 boulevard Auger 8 place Malus                                                               | 47° 04′ 50″ nord, 2° 24′ 25″ est  | « PA00096740 »                   | Classé         | 1991                     | Prieuré Saint-Martin-des-Champs                               |                            |
| Rempart gallo-romain | Rue des Trois Maillets 9 rue Molière                                                          | 47° 04′ 59″ nord, 2° 23′ 59″ est  | « PA00096671 »                   | Classé Inscrit | 1886 1914 1935 1964 1996 | Rempart gallo-romain                                          |                            |
| Salle des fêtes ancienne Maison de la Culture | 1 rue de Séraucourt Place André-Malraux                                                       | 47° 04′ 46″ nord, 2° 23′ 55″ est  | « PA00132557 »                   | Inscrit        | 1994                     | Salle des fêtes ancienne Maison de la Culture                 |                            |
| Théâtre municipal Jacques-Cœur | 14 rue Jacques-Cœur                                                                           | 47° 05′ 02″ nord, 2° 23′ 39″ est  | « PA18000030 »                   | Inscrit        | 2004                     | Théâtre municipal Jacques-Cœur                                |                            |
| Tour à poudre | Boulevard Lamarck                                                                             | 47° 04′ 40″ nord, 2° 23′ 33″ est  | « PA00096743 »                   | Inscrit        | 1980                     | Tour à poudre                                                 |                            |
| Vieil arc | 114 rue Bourbonnoux                                                                           | 47° 04′ 55″ nord, 2° 24′ 01″ est  | « PA00096655 »                   | Classé         | 1921                     | Image manquante Téléverser                                    |                            |